# Charles Thiron
Charles-Joseph-Jean Thiron est un acteur français né le 29 mai 1830 à Paris et mort le 5 novembre 1891 à Saint-Maur-des-Fossés dans le Val-de-Marne.
Il est inhumé au cimetière du Père-Lachaise (41e division).

## Théâtre

### Hors Comédie-Française
- 1865 : Carmosine d'Alfred de Musset, théâtre de l'Odéon : Minuccio
- 1866 : La Contagion d'Émile Augier, théâtre de l'Odéon : André Lagarde

### Carrière à la Comédie-Française
Entrée  en 1852
Nommé 293e sociétaire en 1872
Départ en 1889
- 1852 : George Dandin de Molière : Lubin
- 1869 : Le Mariage de Figaro de Beaumarchais : Brid'oison
- 1873 : Marion de Lorme de Victor Hugo : le Gracieux
- 1874 : Gabrielle d'Émile Augier : Tamponnet
- 1875 : Bataille de dames d'Eugène Scribe
- 1875 : Oscar d'Eugène Scribe et Charles Duveyrier : Oncle Gédéon
- 1875 : La Grand'maman d'Édouard Cadol : Dubiais
- 1876 : L'Étrangère d'Alexandre Dumas fils : Moriceau
- 1876 : Le Luthier de Crémone de François Coppée : Maître Ferrari
- 1878 : Le Misanthrope de Molière : Philinte
- 1879 : L'École des maris de Molière : Sganarelle
- 1880 : Le Bourgeois gentilhomme de Molière : M. Jourdain
- 1881 : Le Barbier de Séville de Beaumarchais : Bartholo
- 1887 : Francillon d'Alexandre Dumas : Marquis de Riverolles